# Жуль Дюпрато
Жуль Лоран Дюпрато (фр. Jules Duprato; 20 серпня 1827 року, Нім — 20 травня 1892 року, Париж) — французький композитор.

## Біографія
Закінчив Паризьку консерваторію по класу композиції Еме Леборна. 1848 року отримав Римську премію за кантату «Дамокл». Першу комічну оперу Дюпрато «Підкидьок» (італ. Les Trovatelles; 1854) та наступну оперету «Пан Ландрі» (фр. Monsieur Landry; 1856) високо оцінили публіка і фахівці, однак такого ж успіху не мали наступні твори Дюпрато, як театральні — опери «Коринфська наречена» (фр. La Fiancée de Corinthe), «Богиня і пастух» (фр. La Déesse et le Berger) тощо, — так і камерні та вокальні. Надалі значною мірою перемикнувся на викладацьку діяльність, спершу в Школі церковної музики Луї Нідермеєра, а з 1871 року — як професор гармонії в Паризькій консерваторії. Серед його учнів були, зокрема, Робер Планкетт та Антон Сімон.